# Таганрог (футбольный клуб)
«Таганро́г» — футбольный клуб из одноимённого города. Был образован в 2006 году.

## История

### Футбол в Таганроге
Ранее город Таганрог в первенстве страны был представлен командой «Торпедо». Команда основана в 1925 году (клуб им. Артёма). Выступала под названиями «Зенит» в 1936—1946 гг., «Трактор» в 1946—1953 гг., в 1953—2004 гг. — «Торпедо». По итогам сезона 2000 года клуб потерял профессиональный статус, после чего выступал в ЛФЛ. В первенстве страны принимает участие с 1948 года (с перерывами).

### ФК «Таганрог»
ФК «Таганрог» был образован 2 февраля 2006 года. В 2005 году губернатор Ростовской области Владимир Чуб подписал указ о возрождении футбола в Ростовской области и потребовал у мэров крупных городов восстановить футбольные команды. Учредителями клуба стали МУП «Таганрогэнерго», ОАО «ТКЗ „Красный котельщик“» и Комитет по управлению имуществом г. Таганрога. Был обнародован бюджет в 20 миллионов рублей. Камнем преткновения оставался стадион «Торпедо», который находился в собственности компании «Дижен», но после ряда переговоров её учредитель А. Денисов согласился безвозмездно передать стадион в муниципальную собственность. После этого мэр города и по совместительству президент ФК «Таганрог» Николай Федянин отправил запрос в ПФЛ о включении ФК «Таганрог» в эту организацию, что давало право на участие во второй профессиональной лиге России. Согласие было получено, и в феврале 2006 года ФК «Таганрог» официально стал членом ПФЛ.
Первый матч в истории состоялся 9 апреля 2006 года в Краснодаре, где ФК «Таганрог» противостоял «Краснодар-2000». Игра завершилась победой таганрожцев 4:1. Место главного тренера клуба по ходу сезона занял Павел Гусев, который сменил Анатолия Булгакова, ушедшего из-за проблем со здоровьем. Сезон 2006 года ФК «Таганрог» завершил на 14-м месте.
Второй в истории сезон ФК «Таганрог» закончил на 7-м месте, тем самым повторив результат «Торпедо» Таганрог 1997 года. В первом круге футболистам таганрогской команды удалось попасть в группу лидеров и одно время занимать вторую строчку. Во втором круге произошёл спад, и команда опустилась на 7-ю позицию. Игрок клуба Георгий Смуров забил 15 мячей и поделил 4-5 место в списке бомбардиров зоны «Юг».
В сезоне 2008 года ФК «Таганрог» финишировал на 12 месте. Лучшим бомбардиром команды с 9 забитыми мячами стал Андрей Михеев. Михаил Бирюков и Андрей Михеев, забив по 5 мячей, стали лучшими бомбардирами Кубка России 2008/09, а команда дошла в этом сезоне до рекордной для себя 1/32 финала.
В сезоне 2009 года ФК «Таганрог» занял последнее 18 место. Решением ПФЛ от 25 ноября 2009 года ОАО ФК «Таганрог» был исключен из ПФЛ. Однако 28 января 2010 года клуб был принят обратно.
В сезоне 2010 ФК «Таганрог» занял 15 место. В сезоне 2010 команду возглавил Бутенко Сергей Александрович.
В сезоне 2011-12 «Таганрог» занял 13 место.
С сезона 2011 в команде работал бывший футболист сборной Белоруссии по футболу Борис Горовой, он являлся генеральным директором.
В сезоне 2012—2013 у команды появился производитель формы JAKO — промышленная компания Германии, специализирующаяся на выпуске спортивной обуви, одежды и инвентаря.
В сентябре 2012 года команду пополнил чемпион Европы-2006 среди юношей не старше 17 лет Антон Власов.
В сезоне 2012\2013 футбольный клуб «Таганрог» занял 6-место в первенстве России среди команд второго дивизиона зоны Юг, таким образом это стало лучшим результатом в истории команды с 2006 года.
1 июля 2015 заместитель главы администрации города Таганрога и президент ФК «Таганрог» Александр Забежайло объявил, что клуб, финансировавшийся только из областного и городского бюджетов, в связи с непростой экономической ситуацией в сезоне 2015/16 участия не примет.

## Цвета клуба
| Белый | Синий |

## Статистика выступлений

### В чемпионатах России
Лучший бомбардир за всю истории футбольного клуба «Таганрог» Артём Маслевский, 25 мячей, он выступал в составе « Таганрога» в 2010—2012 гг. провел 52 матча и забил 25 мячей.
Второе место в списке бомбардирства за всю историю «Таганрога» Георгий Смуров выступавший за команду в сезонах 2006—2007, он провел в составе горожан 40 матчей и забил 18 мячей
| Сезон     | Лига                       | Место | Примечания |
| --------- | -------------------------- | ----- | ---------- |
| 2006      | Второй дивизион, зона «Юг» | 14    |            |
| 2007      | Второй дивизион, зона «Юг» | 7     |            |
| 2008      | Второй дивизион, зона «Юг» | 12    |            |
| 2009      | Второй дивизион, зона «Юг» | 18    |            |
| 2010      | Второй дивизион, зона «Юг» | 15    |            |
| 2011/2012 | Второй дивизион, зона «Юг» | 13    |            |
| 2012/2013 | Второй дивизион, зона «Юг» | 6     |            |
| 2013/2014 | Второй дивизион, зона «Юг» | 11    |            |
| 2014/2015 | Второй дивизион, зона «Юг» | 9     |            |

### В кубках России
| Сезон   | Стадия |
| ------- | ------ |
| 2006/07 | 1/128  |
| 2007/08 | 1/256  |
| 2008/09 | 1/32   |
| 2009/10 | 1/256  |
| 2010/11 | 1/256  |
| 2011/12 | 1/512  |
| 2012/13 | 1/64   |
| 2013/14 | 1/128  |
| 2014/15 | 1/64   |

## Рекорды
- Лучший результат: 6-е место (2012/13).
- Худший результат: 18-е место (2009).
- Лучший бомбардир: Артём Маслевский — 25 голов в 52-х матчах.
- Рекордсмен по результативности за сезон: Георгий Смуров — 14 голов (2007).
- Рекордсмен по результативности за матч: Георгий Смуров — 3 гола в матче «Таганрог» — «Ротор» Волгоград (17 июня 2007 года).
- Наибольшее количество матчей: 145 — Дмитрий Белоколосов (на 13 октября 2012 года).
- Самые крупные победы: 4:0 над камышинским «Текстильщиком» (29 октября 2006 года и 16 сентября 2007 года).
- Самое крупное поражение: 0:7 от «Жемчужины-Сочи» (11 апреля 2009 года).
- Самые крупные победы в гостях: 3:0 над «Волгарём-Астрахань» (6 мая 2013 года).
- Самые крупные домашние поражения: 0:4 от ФК «Волгоград» (12 июня 2009 года) и 1:5 от армавирского «Торпедо» (11 июля 2009 года).
- Самые результативные матчи: 1:6 с анапским «Спартаком»-УГП (10 октября 2006 года) и 0:7 с «Жемчужиной-Сочи» (11 апреля 2009 года).

## Стадион
Домашние матчи проводил на стадионе «Торпедо» (1337 мест).